# Matjaž Zupan
Matjaž Zupan (Kranj, 27 settembre 1968) è un allenatore di sci nordico ed ex saltatore con gli sci sloveno. Fino alla dissoluzione della Jugoslavia (1991) gareggiò per la nazionale jugoslava.

## Biografia

### Carriera sciistica
In Coppa del Mondo esordì il 13 dicembre 1986 a Lake Placid (14°) e ottenne il primo podio il 15 marzo 1987 a Planica (2°).
In carriera prese parte a tre edizioni dei Giochi olimpici invernali, Calgary 1988 (16° nel trampolino normale, 9° nel trampolino lungo, 2° nella gara a squadre), Albertville 1992 (18° nel trampolino normale, 27° nel trampolino lungo, 6° nella gara a squadre) e Lillehammer 1994 (33° nel trampolino lungo, 9° nella gara a squadre), a tre dei Campionati mondiali (4° nel trampolino lungo a Oberstdorf 1987 il miglior piazzamento) e a tre dei Mondiali di volo (27° a Harrachov 1992 e a Planica 1994 i migliori piazzamenti).

### Carriera da allenatore
Dopo il ritiro divenne tecnico dei saltatori della nazionale slovena, prima come assistente (fino al 2006) poi come allenatore capo (dal 2008 al 2011). Ha allenato anche la squadra B ceca (2006-2008) e nel 2011 è divenuto allenatore capo della nazionale francese.

## Palmarès

### Olimpiadi
- 1 medaglia:
  - 1 argento (gara a squadre a Calgary 1988)

### Coppa del Mondo
- Miglior piazzamento in classifica generale: 23º nel 1987
- 2 podi (1 individuale, 1 a squadre):
  - 1 secondo posto
  - 1 terzo posto

### Campionati jugoslavi
- 3 ori (nel 1989; nel 1990; nel 1991)[1]

### Campionati sloveni
- 1 oro (nel 1992)[1]